# Scout (fusée)
Pour le mouvement de jeunesse, voir Scoutisme.
Scout (acronyme de Solid Controlled Orbital Utility Test system) est un lanceur léger américain dont le premier tir a eu lieu en 1960. Conçu pour placer en orbite des petits satellites c'est le premier lanceur à mettre en œuvre uniquement des moteurs-fusées à propergol solide. Le Centre de recherche Langley de la NASA lance son développement à la fin des années 1950 et supervise sa gestion pratiquement jusqu'au milieu des années 1950. Plusieurs versions de puissance croissante ont été développés faisant passer la charge utile satellisable en orbite basse de 59 kg à 200 kg. Ce petit lanceur a été principalement utilisé pour lancer des petits satellites scientifiques et militaires. Le lanceur devenu obsolète sur le plan technique, couteux et confronté à une concurrence croissante a effectué son dernier vol en 1994.

## Contexte
Le concept du lanceur Scout est imaginé en 1956 par un groupe d'ingénieurs faisant partie de la division PARD (Pilotless Aircraft Research Division) du Centre de recherche Langley du NACA (l'organisation qui précède la NASA). Ces ingénieurs mettent au point à Wallops Island des fusées utilisant du propergol solide pour tester des maquettes d'avions à vitesse supersonique et des missiles balistiques à vitesse hypersonique. Le groupe qui comprend notamment Maxime Faget et est dirigé par William E. Stoney, après être parvenu à atteindre Mach 15 avec une fusée à 5 étages, étudie en 1957 la réalisation d'un lanceur utilisant uniquement des étages à propergol solide (à l'époque tous les lanceurs opérationnels utilisent des ergols liquides). Or la société Aerojet développe à cette époque le plus gros étage à propergol solide avec l'objectif de convertir son missile Jupiter pour permettre son lancement depuis des navires de la marine de guerre. Cet étage, baptisé Jupiter senior est long de 9,14 mètres avec un diamètre de 1,02 mètre et une masse de 10,3 tonnes soit plus de trois fois celle du missile Sergeant. L'étage est testé avec succès à deux reprises en mars et avril 1957 et fournit 45 tonnes de poussée durant 40 secondes. Il est le précurseur des étages développés par Aerojet pour les missiles Polaris et Minuteman. À la même époque Thiokol améliore son missile Sergeant en utilisant un nouveau liant qui permet d'augmenter l'impulsion spécifique de 20 %. Les ingénieurs du PARD définissent les spécifications d'un lanceur léger utilisant ces deux étages surmontés de deux étages X248 développés pour la fusée Vanguard. Le projet est proposé à la direction de la NASA en 1958 après le lancement du satellite soviétique Spoutnik 1. Malgré la mobilisation suscitée par le succès soviétique, la NASA rejette le projet qui viendrait ajouter un quatrième lanceur à côté des Vanguard, Jupiter C et Thor-Able déjà disponibles.
Mi 1958 le NACA demande au centre de Langley de définir un programme de recherche technologique pour préparer la montée en puissance de la future agence spatiale civile américaine, la NASA, qui doit reprendre les activités du NACA. Le lanceur Scout est listé dans le programme comme un petit lanceur destiné à placer en orbite des capsules orbitales récupérables afin de mettre au point les procédures de rentrée atmosphérique du programme Mercury. L'Armée de l'Air américaine s'associe au programme Scout pour développer des fusées-sondes. En octobre 1958 la NASA est créée et les premiers composants du lanceur Scout sont commandés. Le 1er mars 1959 la NASA et l'Armée de l'Air annoncent ensemble le développement du lanceur à bas cout Scout. Le Centre de Langley est officiellement chargé de son développement et Vought Corporation (renommée LTV Aerospace de 1961 à 1975) est l'industriel chargé de sa construction. Le lanceur de 21 mètres de long comprend de manière standard de 4 étages. Un cinquième étage peut être ajouté pour permettre de tester des rentrées à vitesse très élevée ou de placer un satellite sur une orbite haute ou héliocentrique.

## Historique des lancements
Le premier tir réussi du lanceur Scout avec l'ensemble de ses étages a  lieu le 2 juillet 1960 depuis Wallops Island. Le premier satellite placé en orbite par une fusée Scout est lancé le 16 février 1961 après un premier échec intervenu le 4 décembre 1960 : Explorer 9 est un satellite scientifique de 7 kg du programme Explorer qui devait étudier la densité des couches atmosphériques supérieures. Le dernier tir fut celui d'une Scout G-1 qui eut lieu le 9 mai 1994. La charge utile était un satellite militaire MSTI d'une masse de 163 kg. 124 exemplaires de la fusée Scout sont lancés entre 1960 et 1994 avec 17 échecs totaux et 4 échecs partiels. 

## La variante Blue Scout de l'Armée de l'Air américaine
Blue Scout est une variante du lanceur développé pour l'Armée de l'Air américaine. Trois variantes ont été développés. Ces fusées Blue Scout utilisent comme premier et deuxième étage les deuxième et troisième étage du lanceur Scout. Le troisième étage est soit un étage Alcor soit un étage Altair. Tous les tirs sont des vols suborbitaux.  

## Le projet de successeur italien Scout 2
L'Italie a utilisé à plusieurs reprises une fusée Scout pour lancer ses satellites scientifiques depuis sa plate-forme San Marco. Au cours des années 1990, lorsque le lanceur Scout est retiré du service, les industriels du secteur spatial italien étudient le développement d'un lanceur léger plus puissant (charge utile > 500 kg) utilisant certains étages de la fusée Scout ainsi que des propulseurs d'appoint à propergol solide issus du programme de la fusée Ariane 4. Le développement du nouveau lanceur baptisé Scout 2 est interrompu. L'industrie italienne reportera ses efforts sur un projet plus ambitieux : le lanceur léger européen Vega.

## Caractéristiques techniques
La fusée Scout standard est un lanceur de 4 étages d'environ 21 mètres de haut et d'une masse de 21 500 kg,. Le système de commande d'attitude et d'orbite développé par Honeywell prend en charge le contrôle d'attitude. L'orientation du premier étage est contrôlée à l'aide d'ailettes placées comportant des gouvernes. Le guidage des second et troisième étages sont contrôlés à l'aide de moteurs-fusées monoergol fonctionnant avec du peroxyde d'hydrogène. Le quatrième étage est stabilisé par rotation et n'est pas guidé. 
| Étage | Désignation constructeur | Fabricant | Désignation NASA | Dimensions                | Masse | Poussée                                                                      | Durée combustion | Autre caractéristique |
| ----- | ------------------------ | --------- | ---------------- | ------------------------- | ----- | ---------------------------------------------------------------------------- | ---------------- | --- |
| 1     | XM-68 Jupiter Senior     | Aerojet   | Algol            | 9,14 x 1,14 m             |       | 382 kN (Algol 1) 458 kN (Algol 2A) 511 kN (Algol 2D) 564 kN (Algol 3) 623 kN | 47 s             | Développé pour le programme de missile balistique de l'Armée de Terre et de la Marine Précurseur des étages de missile Polaris et Minuteman                                                          |
| 2     | TX-33 Sergeant           | Thiokol   | Castor           | 6,19 x 0,79 m             |       | 245 kN 280 kN (Castor 1) 245 kN (Castor 2)                                   | 37 s             | Deux versions développées Castor I et II Castor II utilisé comme propulseur d'appoint des lanceurs Thor et Delta                                                                                     |
| 3     | ABL X-254                | ABL (en)  | Antares          | 2,9 x 0,78 m              |       | 94 kN                                                                        | 36 s             | Version redimensionnée de l'étage Altair du lanceur Vanguard |
| 4     | ABL X-248                | ABL       | Altair           | 1,49 x 0,51 m 2,5 x 0,6 m |       | 14 kN 22 kN 25-27 kN                                                         | 28 s             | Étage supérieur du lanceur Vanguard Également utilisé par les lanceurs Thor-Delta, Thor Burner et Atlas Egalement utilisé par les plusieurs types de fusées-sondes : Javelin, Journeyman et Shotput. |

## Procédures et installations de lancement
Contrairement aux autres lanceurs américains de l'époque, les étages ainsi que la charge utile de la fusée Scout sont assemblés et testés en position horizontale.  Le lanceur est ensuite redressé sur son pas de tir en position verticale ou avec un angle faisant jusqu'à 20° avec la verticale. Trois bases de lancement ont été utilisés pour tirer les fusées Scout. Wallops Flight Facility sur la côte Atlantique était utilisée pour les tirs vers l'est. La base de lancement de Vandenberg sur la côte Pacifique accueillait les tirs vers les orbites à forte inclinaison orbitale (orbite polaire ou héliosynchrone). Enfin une dizaine de lancements de satellites scientifiques ont eu lieu depuis la Plate-forme San Marco gérée par l'Agence spatiale italienne au large du Kenya.  

## Versions du lanceur
| Version | Étage 1  | Étage 2      | Étage 3    | Étage 4              | Charge utile | Utilisation | Lancements Echecs |
| ------- | -------- | ------------ | ---------- | -------------------- | ------------ | ----------- | ----------------- |
| X       | Algol 1A | étage inerte | Antares 1A | étage inerte         | -            | 1960-1960   | 3/1               |
| X-1     | Algol 1B | Castor 1     | Antares 1A | Altair 1A            | 84 kg        | 1960-1961   | 5/2               |
| X-1A    | Algol 1C | Castor 1     | Antares 1A | Altair 1A            | -            | 1962        | 1                 |
| X-2     | Algol 1D | Castor 1     | Antares 2A | Altair 1A            | 6 kg         | 1962        | 2/1               |
| X-2B    | Algol 1D | Castor 1     | Antares 2A | Altair 2             | 40 kg        | 1963        | 1/1               |
| X-2M    | Algol 1D | Castor 1     | Antares 2A | Redlands MG-18       | 90 kg        | 1962-1963   | 3/2               |
| X-3     | Algol 2A | Castor 1     | Antares 2A | Altair 1A            | 87 kg        | 1962-1963   | 6/1               |
| X-3A    | Algol 2A | Castor 1     | Antares 2A | Altair 1A            | -            | 1962        | 1                 |
| X-3C    | Algol 2B | Castor 1     | Antares 2A | Altair 1A            | -            | 1964        | 1                 |
| X-3M    | Algol 2A | Castor 1     | Antares 2A | Redlands MG-18       | 40 kg        | 1963        | 2                 |
| X-4     | Algol 2B | Castor 1     | Antares 2A | Altair 2             | 103 kg       | 1963-1965   | 13/1              |
| X-4A    | Algol 2A | Castor 1     | Antares 2A | Altair 2             | suborbital   | 1964-1968   | 3                 |
| X-5A    | Algol 2B | Castor 2     | Antares 2A | -                    | suborbital   | 1968        | 1                 |
| A       | Algol 2D | Castor 2     | Antares 2A | Altair 2             | 122 kg       | 1965-1970   | 12                |
| A-1     | Algol 2C | Castor 2     | Antares 2A | Altair 2             | 58 kg        | 1973        | 1                 |
| A-2     | Algol 2C | Castor 2     | Antares 2B | Altair 2             | 84 kg        | -           | -                 |
| B       | Algol 2B | Castor 2     | Antares 2A | Altair 3             | 143 kg       | 1965-1971   | 25/2              |
| B-1     | Algol 2C | Castor 2     | Antares 2A | Altair 3             | 129 kg       | 1971-1976   | 5                 |
| B-2     | Algol 2C | Castor 2     | Antares 2B | Altair 3             | 84 kg        | -           | -                 |
| C       | Algol 2C | Castor 2     | Antares 2A | Altair 3 + Alcyone 1 | -            | -           | -                 |
| D-1     | Algol 3A | Castor 2     | Antares 2A | Altair 3             | 185 kg       | 1972-1983   | 16                |
| E-1     | Algol 3A | Castor 2     | Antares 2A | Altair 3             | 27 kg        | 1974        | 1                 |
| F-1     | Algol 3A | Castor 2     | Antares 2B | Altair 3A            | 193 kg       | 1975        | 2/1               |
| G-1     | Algol 3A | Castor 2     | Antares 3  | Altair 3A            | 210 kg       | 1979-1994   | 17                |

### Caractéristiques détaillées de la Scout A

Schéma d'une fusée Scout B.

- Poussée au décollage : 513,40 kN (52 352 kgf)
- Masse au décollage : 17 850 kg
- Diamètre : 1,01 m
- Hauteur : 25,00 m

### Étages de la fusée Scout A
1er étage :
- Algol
- Masse totale : 11 600 kg
- Masse à vide : 1 650 kg
- Poussée dans le vide : 564,25 kN (57 537 kgf)
- Temps de combustion : 47 s
- Diamètre : 1,01 m
- Envergure : 1,01 m
- Hauteur : 9,09 m

2e étage :
- Castor
- Dérivé du missile Sergeant
- Masse totale: 4 424 kg
- Masse à vide: 695 kg
- Poussée dans le vide : 258,92 kN (26 402 kgf)
- Temps de combustion : 37 s
- Diamètre : 0,79 m
- Envergure : 0,79 m
- Hauteur : 6,04 m

3e étage :
- Masse totale: 1 400 kg
- Masse à vide: 300 kg
- Poussée dans le vide : 93,09 kN (9 493 kgf)
- Temps de combustion : 36 s
- Diamètre : 0,78 m
- Envergure : 0,78 m
- Hauteur : 2,90 m

4e étage :
- Masse totale: 275 kg
- Masse à vide: 37 kg
- Poussée dans le vide : 22,24 kN (2 268 kgf)
- Temps de combustion : 28 s
- Diamètre : 0,64 m
- Envergure : 0,64 m
- Hauteur : 2,53 m